# 部队领袖 (冲锋队)
部队领袖（Truppführer）是一个纳粹党頭衔，初创于1930年，当时還是冲锋队的职衔。这个职衔源自德國自由軍團的头衔，而德国自由军团的这个头衔又可以追溯至第一次世界大战时期。在长刀之夜过后，該頭銜被廢除。